# Barkhad Abdi
Barkhad Abdi, född 10 april 1985 i Mogadishu, Somalia, är en somalisk-amerikansk skådespelare. Han gjorde sin filmdebut i Captain Phillips en roll som han blev oscarsnominerad för bästa manliga biroll, samt vann en BAFTA Award för. Barkhad Abdi har även medverkat i filmen Eye in the Sky från 2015.

## Biografi
När Barkhad Abdi var sju år gammal flydde hans familj från kriget i Somalia till Jemen. De flyttade sedermera vidare till Minneapolis i Minnesota, USA, när Barkhad var 14 år gammal. Han arbetade som chaufför innan han fick rollen som Abduwali Muse i Captain Phillips, trots att han saknade tidigare erfarenheter av skådespeleri. Denna roll ledde till diverse nomineringar, bland annat en oscar för bästa manliga biroll. Han vann också en BAFTA Award för sin prestation.